# Pabag

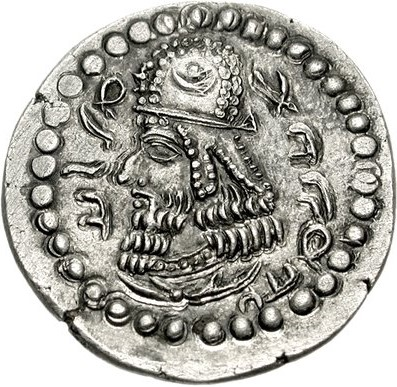
Moneda que representa al príncipe rey Pabag

Pabag o Papag (persa medio:Pāpak / Pābag; nuevo persa: بابک Bābak), fue un príncipe iranio, que gobernó la ciudad de Istajr, la capital de Persia, desde los años 205 y 206 hasta su muerte en algún momento entre 207-210. Él fue el padre (o padrastro) de Ardacher I, el fundador del Imperio Sasánida. Fue sucedido por su hijo mayor Shapur.

## Antecedentes del estado de Persia
Pars (también conocido como Persia), una región en el suroeste de la meseta iraní, era la patria de una rama del suroeste de los pueblos iraníes, los persas. También fue el lugar de nacimiento del primer imperio iraní, el aqueménida. La región sirvió como el centro del imperio hasta su conquista por el rey macedonio Alejandro Magno (336-323 aC). Desde finales del siglo III o principios del siglo II a. C., Pars fue gobernado por dinastías locales sujetas al Imperio seléucida helenístico. Estas dinastías tenían el antiguo título persa de frataraka ("líder, gobernador, precursor"), que también se atestigua en la era aqueménida. Más tarde, bajo el frataraka Wadfradad II (fl. 138 a. C.) se convirtió en vasallo del Imperio Parto (Arsácida) iraní. Los frataraka fueron reemplazados poco después por los reyes de Persis, muy probablemente en el momento de la adhesión del monarca arsácida Fraates II (r. 132-127 aC). A diferencia de los fratarakas, los reyes de Persia usaron el título de shah ("rey") y pusieron los cimientos de una nueva dinastía, que podría denominarse Darayánidas.

## Orígenes

### Nuevos textos persas y árabes

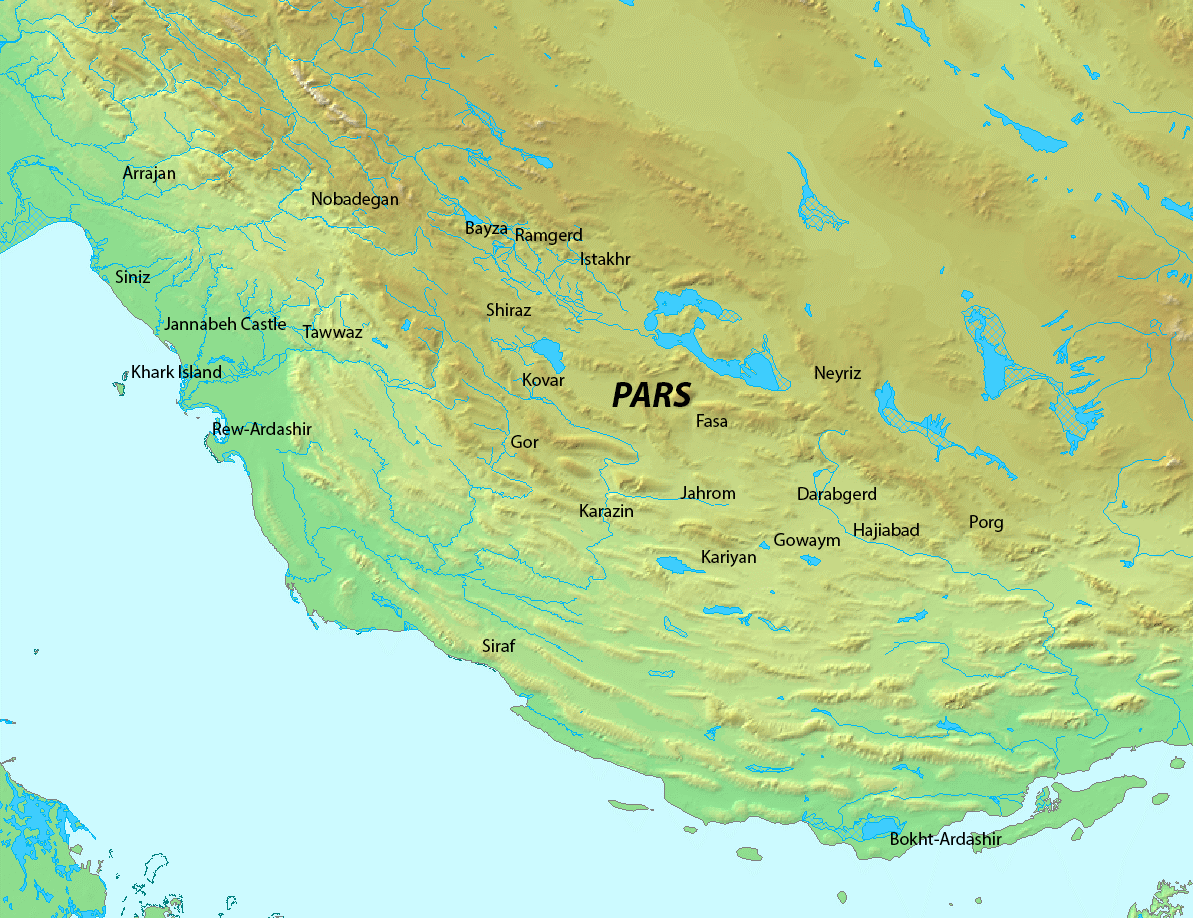
Provincia sasánida de Pars

Existen varias fuentes diferentes con respecto a la relación entre Pabag, Sasan y el primer monarca sasánida Ardacher I (r. 224–242). Según el Shahnameh ("El libro de los reyes") del poeta persa medieval Ferdousí (muerto en 1020), Sasan era descendiente de los gobernantes mitológicos kayanianos Dara II, Dara I, Kay Bahman, Esfandiyar y Vishtaspa. La afirmación de que Sasan pertenecía a la familia Kayanian fue diseñada para justificar que Ardashir descendía de los antiguos reyes Kayanian, que reflejaban recuerdos de los aqueménidas.
Dara II, el último rey kayaniano que gobernó antes de Alejandro, se basa en parte en el último rey de los reyes aqueménidas, Darío III (r. 336–330 a. C.), cuyo imperio fue efectivamente conquistado por las fuerzas de Alejandro. Un hijo de Dara II, llamado Sasan (llamado "el anciano") huyó a la India y vivió allí en el exilio hasta su muerte. Le sobrevivió un hijo que también se llamaba Sasan (llamado "el más joven"), "que continuó en la familia durante cuatro generaciones". Un descendiente de la familia, también llamado Sasan, trabajó para Pabag, quien era un gobernante local en Pars. La hija de Pabag se casó con Sasan y le dio un hijo llamado Ardacher. Después de esto, Sasan ya no se menciona. El Shahnameh indica que los antepasados de Sasan residieron en la India después de las conquistas de Alejandro. Este informe ha sido utilizado por eruditos para señalar la conexión indopartana de Sasan.
Según el historiador iraní medieval al-Tabari (muerto en 923), Pabag era hijo de Sasan y una princesa llamada Rambihisht, de la familia Bazrangi, una dinastía de pequeños gobernantes en Pars. Presenta a Pabag como el padre de Ardacher. Al igual que Ferdowsi en su Shahnameh, al-Tabari también describe a Sasan como un extranjero en Pars, sin embargo, a diferencia de él, no menciona el lugar de origen de Sasan.

### Textos persas medios
El texto persa medio "Kar-Namag i Ardashir i Pabagan" ("Libro de los hechos de Ardacher, hijo de Pabag"), dice lo siguiente sobre la ascendencia de Ardacher: ardaxšīr ī kay ī pābāgān ī az tohmag ī sāsān ud nāf ī dārāy ā dārāy ā ("Ardashir, el Kayanian, hijo de Pabag de la familia de Sasan y del linaje del Rey Dara"). Sin embargo, otro texto persa medio, el Bundahishn, da la genealogía de Ardashir de la siguiente manera: Artaxšahr ī Pābagān kē-š mād duxt ī Sāsān ī Weh-āfrīd ("Ardashir hijo de Pabag cuya madre (era) la hija de Sasan hijo de Weh -afrid "). Esto demuestra las inconsistencias entre los textos persas medios con respecto a los orígenes de la dinastía Sasánida. Ambas fuentes consideran a Pabag como el padre de Ardashir, mientras que Sasan se presenta como el último abuelo o antepasado.

### Textos romanos y armenios

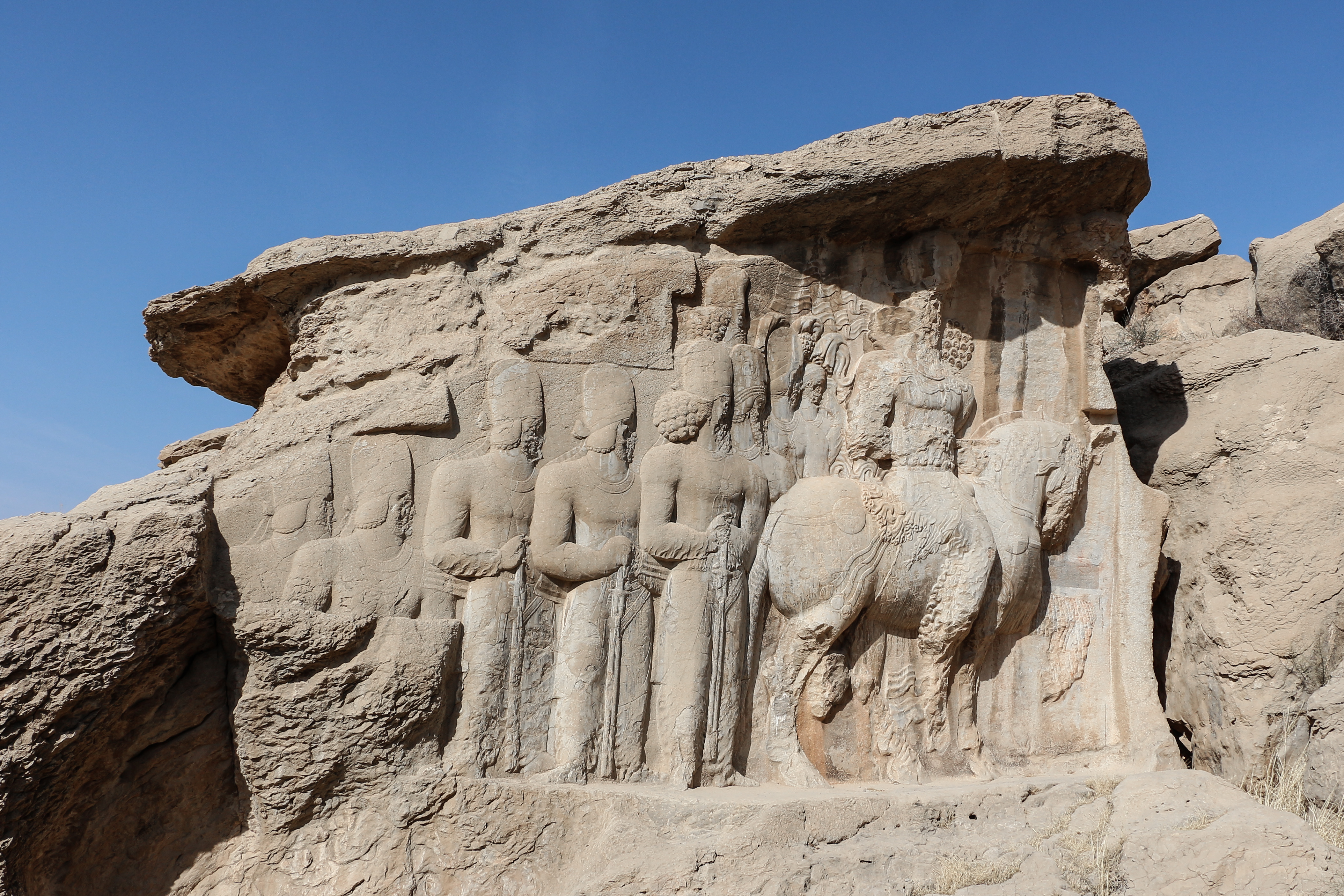
Inscripción de Naqsh-e Rajab

En fuentes romanas y armenias, aparece una cuenta diferente. Según los historiadores romanos Agathias y George Syncellus, Sasan era el padre biológico de Ardashir, mientras que Pabag era su padrastro. Los escritores armenios Movses Khorenatsi y Agathangelos también llaman a Sasan el padre de Ardashir. Sin embargo, no mencionan a Pabag. Una variante griega del trabajo de Agathangelos, llama a Ardacher "hijo de Sasanus, que es el origen del nombre sasánida de los reyes persas descendientes de él".

### Inscripciones y monedas de Sasania
Ardashir, en sus grabados de monedas e inscripción en Naqsh-e Rostam, afirma ser el hijo del "divino Pabag, el rey". Su hijo y sucesor, Shapur I (240-270), en sus inscripciones en Naqsh-e Rajab, se llama a sí mismo como hijo de Ardacher I y nieto de Pabag.

## Biografía

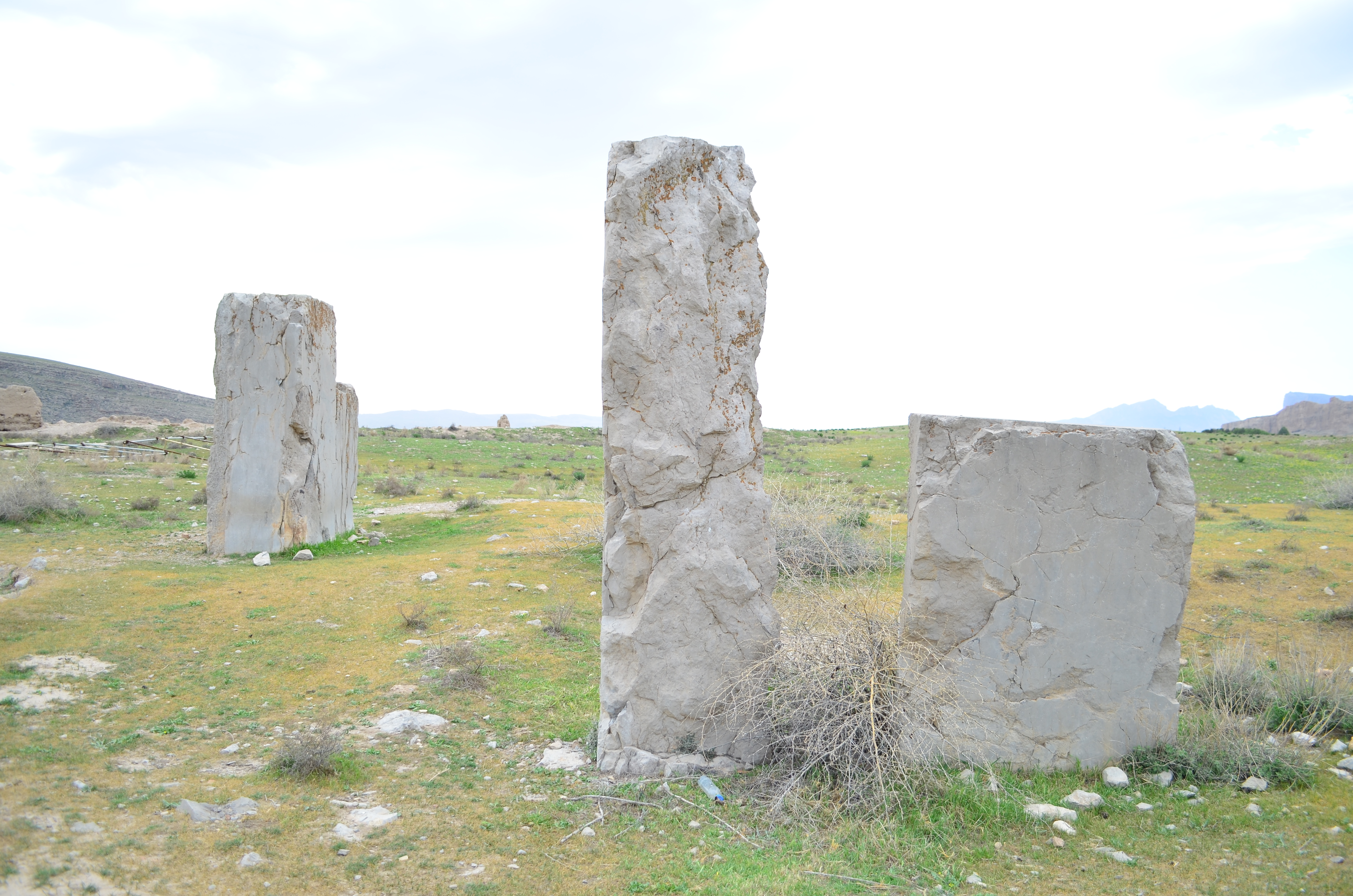
Ruinas de Istajr, capital de Pars

Pabag gobernó un pequeño principado en el área de Khir, al sur del lago Bajtegán. Era un vasallo de Gochihr, el rey bazrangi de la capital persa de Istajr, quien a su vez era un vasallo del Rey de los Reyes Arsacidás. Con el permiso de Gochihr, Pabag envió a Ardashir a la fortaleza de Darabgerd para servir bajo su comandante, Tiri. Según los informes, Pabag sirvió como sacerdote del templo de fuego de Anahita en Istajr, que sirvió como punto de reunión de los soldados persas locales, que adoraban a la diosa iraní. El Imperio Arsácida, entonces gobernado por Vologases V (r. 191–208), estaba en este momento en decadencia, debido a guerras con los romanos, guerras civiles y revueltas regionales. El emperador romano Septimio Severo (r. 193–211) había invadido los dominios de Arsacid en 196, y dos años después hizo lo mismo, esta vez saqueando la capital arsácida de Ctesifonte. Al mismo tiempo, se produjeron revueltas en Media y Pars.

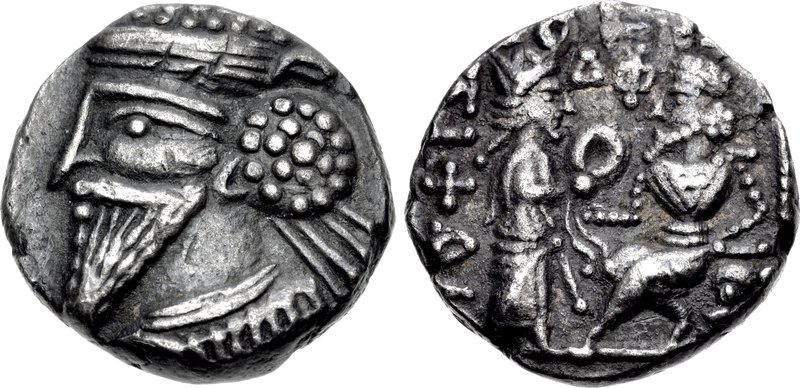
Tetradracma de Vologases V

El iranólogo Touraj Daryaee argumenta que el reinado de Vologases V fue "el punto de inflexión en la historia de los arsácidas, ya que la dinastía perdió gran parte de su prestigio". Los reyes de Persis ahora no podían depender de sus debilitados señores arsácidas. De hecho, entre 205 y 206, Pabag se rebeló y derrocó a Gochihr, tomando Istakhr para sí mismo. Según al-Tabari, fue a instancias de Ardashir que Pabag se rebeló. Sin embargo, Daryaee considera que esta declaración es poco probable, y afirma que fue en realidad Shapur lo que ayudó a Pabag a capturar Istakhr, como lo demuestra la moneda de este último que tiene retratos de ambos.
Allí nombró a su hijo mayor, Shapur, como su heredero. Esto fue para disgusto de Ardashir, quien se había convertido en el comandante de Darabgerd después de la muerte de Tiri. Ardacher en un acto de desafío, se fue a Ardashir-Khwarrah, donde se fortificó, preparándose para atacar a su hermano Shapur después de la muerte de Pabag. Pabag murió de muerte natural en algún momento entre 207-10 y fue sucedido por Shapur. Después de su muerte, tanto Ardashir como Shapur comenzaron a acuñar monedas con el título de "rey" y el retrato de Pabag. La observación de las monedas de Shapur tenía la inscripción "(Su) Majestad, el rey Shapur" y el reverso tenía "hijo de (Su) Majestad, el rey Pabag". El reinado de Shapur, sin embargo, resultó breve; murió en condiciones oscuras entre 211 y 212. Ardacher sucedió así a Shapur y conquistó el resto de Irán, estableciendo el Imperio Sasánida en el año 224. Pabag también fue sobrevivido por una hija llamada Denag, quien se casó con Ardacher.